# Spilosoma affinis
Spilosoma affinis là một loài bướm đêm thuộc phân họ Arctiinae, họ Erebidae.